# Душан Ракита
Душан Ракита (Љуша, Доњи Вакуф, 1898 – Стројице, Шипово 28. јун 1942), учесник Народноослободилачке борбе и народни херој Југославије.

## Биографија
Родио се у Љуши у сељачкој породици 1898. године. Пре Првог светског рата је завршио основну школу и запослио се у Јању као помоћни лугар. Након рата, 1926. године завршава трогодишњу лугарску школу и постављен је за лугара у селу Стројицама где је остао до капитулације Југославије.
Формирањем Независне Државе Хрватске тадашње власти су га отпустиле из службе као неповерљивог. Усташке власти су сачиниле списак од 300 људи из Јања којима је наређено да се 28. јула пријаве властима. Са неколико другова Душан је 27. јула упао у општину Јањ у Стројицама и ухапсио председника и секретара, уништио списак и осталу усташку архиву. Заједно са Симом Шолајом водио је борбе на прузи Јајце − Доњи Вакуф, за ослобођење Шипова 27. августа и Језера 28. августа 1941. године. Рањен је у нападу на италијански гарнизон у Доњем Вакуфу 21. новембра 1941. године, али је само две недеље касније учествовао у нападу на усташе и италијане у селу Растичеву код Купреса. У чланство КПЈ је примљен у фебруару 1942. године. Поново је лакше рањен у нападу на Мркоњић град 25. фебруара 1942. године.
У мају 1942. године постављен је за командира 7. чете батаљона „Искра” 3. крајишког НОП одреда, а већ половином јуна за командира Ударне чете. Како би уништили устанак у Јању непријатељи су направили план па је због тога као испомоћ стигао Ударни батаљон 5. крајишког корпуса. Душан је са својом четом заузео положаје у селу Стројицама. У раним јутарњим часовима  почела је борба са усташама и четницима и у тој борби је погинуо.
Указом председника ФНР Југославије Јосипа Броза Тита, 27. новембра 1953. године, проглашен је за народног хероја.